# Trem-fantasma
Um trem-fantasma refere-se a um fantasma na forma de uma locomotiva ou trem.

## Folclore
- Silverpilen (Flecha de Prata) é um trem do metrô de Estocolmo que está presente em várias lendas urbanas alegando avistamento do "fantasma" do trem.[2]
- O Trem-Fantasma de St. Louis, melhor conhecido como a Luz de St. Louis, é visível à noite durante ao longo de uma linha ferroviária abandonada entre Prince Albert e St. Louis, Saskatchewan. Duas estudantes locais ganharam um prêmio por investigar e eventualmente duplicar o fenômeno, que determinaram ser causado pela difração de luzes de veículos distantes.[3]

## Cultura popular
Trem-fantasma dá nome a numerosas peças, filmes, séries e episódios de TV, álbuns, canções e outros trabalhos criativos.
- No livro de Enid Blyton, Five Go Off To Camp, de 1948 de Os Cinco, "trens fantasmas" misteriosos são expostos como um disfarce usado por criminosos.[4] A história foi depois adaptada para a televisão[5] e rádio.
- O começo do filme de fantasia, comédia e drama, Casper: A Spirited Beginning, de 1997 passado para o vídeo é localizado em um "trem da morte" com destino à Estação Central Fantasma.[6]